# Кес Рейверс

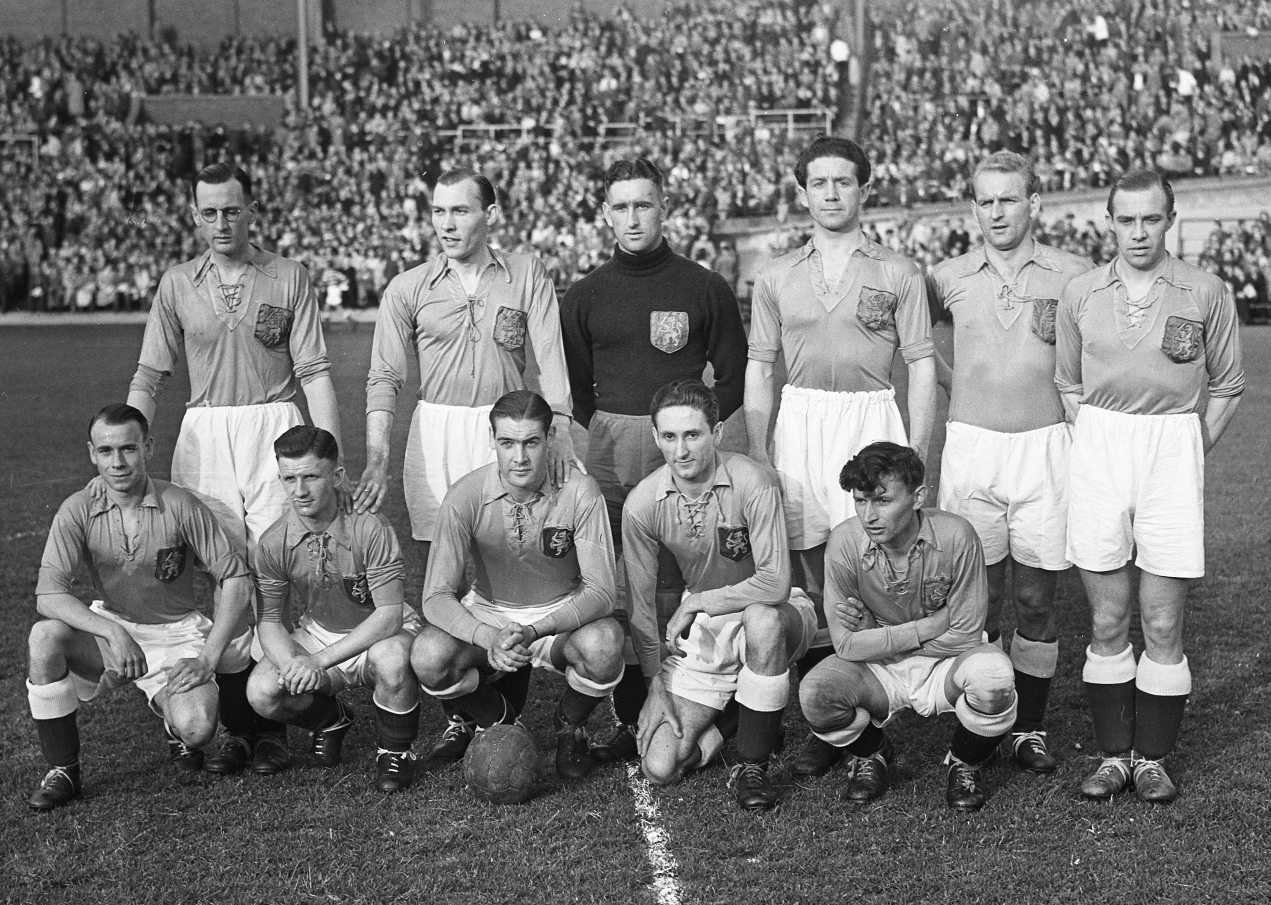
Збірна Нідерландів (9 червня 1948 року). Кес Рейверс другий зліва у першому ряді.

Корнеліус Рейверс (нід. Cornelius Rijvers; 27 травня 1926, Бреда — 4 березня 2024) — нідерландський футболіст, що грав на позиції півзахисника. По завершенні ігрової кар'єри — футбольний тренер. Під його керівництвом ПСВ (Ейндговен) здобув кубок УЄФА.

## Клубна кар'єра
У дорослому футболі дебютував 1944 року виступами за команду НАК (Бреда). За шість сезонів провів у чемпіонаті 98 матчів, забив 36 голів. Тогочасний футбол у Нідерландах був аматорським і Корнеліус Рейверс в 1950 році перейшов до французького «Сент-Етьєна», щоб грати на професіональному рівні. Загалом, у цій команді провів сім сезонів; перемагав у чемпіонаті і кубку Франції.
Два сезони провів у паризькому «Стад Франсе» і три — у роттердамському «Феєнорді». Завершив виступи у сезоні 1962/63 у складі своєї першої команди — НАК (Бреда).
Всього за 18 сезонів провів 450 лігових матчів, забив 139 голів. У кубках Нідерландів, Франції та Шарля Драго — 40 матчів, 10 голів.

## Виступи за збірну
У національній збірній дебютував 10 березня 1946 року. Забив один із шести м'ячів у ворота збірної Люксембурга. Був учасником Олімпійських ігор у Лондоні. До переїзду у Францію провів 19 матчів.
Вдруге став долучатися до поєдинків збірної Нідерландів через сім років, коли став гравцем роттердамського «Феєнорда». Був капітаном національної команди. Останній матч зіграв у липні 1960 року. Загалом провів 33 матчі, 10 голів.

## Кар'єра тренера
Два роки працював у тренерському штабі клубу «Віллем II». У січні 1966 року отримав диплом тренера, а через декілька місяців очолив «Твенте». Протягом шести сезонів команди постійно прогресувала. У першому чемпіонаті 13-е місце, наступного — 8-е, потім — лише в першій п'ятірці. В сезоні 1968/69 команда тривалий час боролася за чемпіонство, але в підсумку залишилася третьою.
1972 року отримав запрошення очолити ПСВ (Ейндговен). Саме за часів Кеса Рейверса команда концерну «Філіпс» стала одним з трьох грандів футболу Нідерландів. Перший успіх прийшов у кубку Нідерландів 1974 (у фіналі перемогли НАК з рахунком 6:0). Наступного сезону, після 12-ти років перерви, здобула титул чемпіона. Протягом наступних трьох років команда ще двічі була найсильнішою у лізі та раз — у національному кубку.
Європейське визнання прийшло до команди у сезоні 1977/78. На шляху до фіналу кубка УЄФА ПСВ (Ейндговен) переміг у протистояннях з «Гленавоном» (Північна Ірландія), «Відзевом» (Польща), західнонімецьким «Айнтрахтом» (Брауншвейг), східнонімецьким «Магдебургом» і «Барселоною». На заключному етапі, перший матч на Корсиці завершився внічию. Вдома гравці нідерландського клуба забили три «сухих» м'яча у ворота «Бастії» і здобули трофей. Наприкінці 1979 року результати погіршилися і в січні наступного року Кес Рейверс залишив команду.
У липні став керманичем бельгійської команди «Берінген», але працював там лише до березня. Йому запропонували очолити збірну Нідерландів. З різних причин команді не вдалося пройти відбір на чемпіонат світу 1982 і чемпіонат Європи 1984. Після домашньої поразки від збірної Угорщини, у жовтні 1984 року, був звільнений з посади.
У другій половині 80-х років працював технічним директором «Твенте». Останнім місцем тренерської роботи був клуб ПСВ, який очолював протягом трьох місяців (жовтень-грудень 1994 року). Під його керівництвом клуби «ередивізії» провели 467 матчів: 251 перемога, 121 нічия, 95 поразок.

## Досягнення

### Як гравця
- Чемпіон Франції (1): 1957
- Володар Кубка Франції (1): 1962
- Володар Суперкубка Франції (2): 1957, 1962

### Як тренера
- Володар Кубка УЄФА (1):1978
- Чемпіон Нідерландів (3): 1975, 1976, 1978
- Володар Кубка Нідерландів (2): 1974, 1976